# Encevo Deutschland
Die Encevo Deutschland GmbH ist die Dachgesellschaft der Encevo in Deutschland mit Sitz in Saarbrücken. Sie ist Teil der Encevo-Gruppe, die ihren Sitz in Luxemburg hat.

## Geschäftszweck
Die Encevo Deutschland ist an mehren Stadtwerke in der Kernregion Saarland und Rheinland-Pfalz beteiligt. Zur Encevo Deutschland gehören die Creos Deutschland, die Creos Deutschland Services, die Enovos Energie Deutschland, die Enovos Renewables, die Enovos Renewables O&M, die Enovos Storage und die net4energy.

## Geschichte
Die Encevo Deutschland ist aus der ehemaligen Enovos Deutschland und der Creos Deutschland Holding hervorgegangen, mit dem Ziel, die jeweiligen Kompetenzen der Enovos- und Creos-Gesellschaften in Deutschland zu bündeln.

## Gesellschafterstruktur
Die Gesellschafter der Encevo Deutschland sind die Encevo (98,83 %), die SWK Stadtwerke Kaiserslautern Versorgungs-AG (0,45 %), die EnergieSüdwest (0,43 %), die Stadtwerke St. Ingbert (0,13 %), Stadtwerke Zweibrücken(0,09 %), der Landkreis St. Wendel (0,03 %) und die Stadt Speyer (0,03 %).

## Beteiligungen
Die Encevo Deutschland ist an mehreren Energieversorgern im Saarland und in Rheinland-Pfalz beteiligt.